# Alan Eagleson
Alan Eagleson (* 24. dubna 1933, St. Catharines), zvaný Hokejový car, je kanadský právník a hokejový funkcionář.

## Vzestup
Vystudoval práva na University of Toronto, v letech 1963–1967 byl poslancem ontarijského sněmu za Pokrokovou konzervativní stranu a zároveň vedl stranickou organizaci v této provincii (dokonce se o něm uvažovalo jako o kandidátovi na ministerského předsedu). Založil firmu Blue and White Group, která poskytovala právní a finanční poradenství hokejistům Toronto Maple Leafs. Stal se tak prvním hráčským agentem v NHL, zastupoval hvězdy jako Carl Brewer, Bobby Orr nebo Darryl Sittler. V roce 1967 založil odborový svaz NHL Players' Association a byl jeho prvním předsedou. Stál také u zrodu organizace Hockey Canada a snažil se vyvést kanadský hokej z mezinárodní izolace. Vymyslel Summit Series 1972, v níž se v osmi zápasech utkali kanadští profesionálové se sovětskou sbornou. Pozornost vzbudil v posledním zápase v Moskvě, kdy po neuznané kanadské brance napadl brankového rozhodčího a pořadatelé ho vyvedli. Také zorganizoval v roce 1976 první Kanadský pohár, v němž nastoupili nejlepší hráči z celého světa (v kanadském týmu byli zástupci obou rivalských organizací NHL a WHA). Kromě toho se svými diplomatickými schopnostmi zasloužil o to, že IIHF povolila od roku 1977 start profesionálů na mistrovství světa v ledním hokeji. V osmdesátých letech byl považován za jednoho z nejmocnějších mužů světového hokeje. V roce 1989 byl uveden do Síně slávy a obdržel řád Order of Canada.

## Pád
V roce 1991 byl obviněn ze zpronevěry peněz NHLPA a odvolán z funkce předsedy. Kvůli skandálu byl sesazen šéf NHL John Ziegler, Eaglesonův blízký přítel. Zároveň se množily v tisku (např. The Globe and Mail) výpovědi hráčů, že jim Eagleson lhal o výši jejich skutečných příjmů. V roce 1996 byl postaven před soud pro pojistné podvody, vydírání a krácení daní a roku 1998 odsouzen k pokutě 70 000 dolarů a 18 měsícům vězení. Zároveň byl vyloučen ze Síně slávy, bylo mu odebráno státní vyznamenání a dostal zákaz právnické praxe.
Po odpykání trestu se objevuje na veřejnosti jen sporadicky (poskytl kanadské televizi rozhovor při hrách v Turíně).